# Семёнов, Иосиф Владимирович
Иосиф Владимирович Семёнов (1870—1942) — командир лейб-гвардии 3-го стрелкового полка, генерал-майор, участник Белого движения.

## Биография
Младший брат Валериан (1875—1928) — также офицер, георгиевский кавалер.
Окончил 1-й кадетский корпус (1887) и 1-е военное Павловское училище (1889), откуда выпущен был подпоручиком во 2-й стрелковый полк. Позднее был переведён в лейб-гвардии Резервный пехотный полк.
Произведён в поручики 30 августа 1893 года, в штабс-капитаны — 22 июля 1900 года. В 1900 году окончил Николаевскую академию Генерального штаба 2-му разряду и продолжил службу в гвардии. Произведён в капитаны 6 декабря 1905 года. 5 мая 1910 года переведён в лейб-гвардии 4-й стрелковый Императорской фамилии батальон, в том же году развернутый в полк. Произведён в полковники 6 декабря 1910 года.
В Первую мировую войну вступил в рядах стрелков Императорской фамилии. 27 марта 1915 года назначен командиром 134-го пехотного Феодосийского полка. Удостоен ордена Св. Георгия 4-й степени
За то, что, будучи командиром 134-го пехотного Феодосийского полка, 31 августа 1915 года в бою между р. Ипвой и Горынью, командуя отрядом в составе 4-х батальонов, составлявших левый боевой участок 34-й пехотной дивизии, решительным и смелым натиском овладел укреплённой д. Хотовице, нанеся при этом втрое сильнейшему противнику полное поражение, захватив в то же время 9 действовавших пулемётов и взяв пленных 66 офицеров и 3.311 нижних чинов, принудил его к беспорядочному отступлению, отбросив к деревне Востяе.
27 января 1916 года произведён в генерал-майоры «за отличия в делах против неприятеля», а 3 февраля назначен командиром бригады 126-й пехотной дивизии. 20 августа 1916 года назначен командиром лейб-гвардии 3-го стрелкового полка. 25 апреля 1917 года назначен командующим 154-й пехотной дивизией, а 10 октября того же года — командующим 125-й пехотной дивизией.
В Гражданскую войну участвовал в Белом движении. В 1918 году состоял в гетманской армии, 27 июня 1918 был назначен для связи гетмана с австро-венгерским командованием в Одессе. С 9 декабря 1918 года состоял в резерве чинов при штабе Главнокомандующего Вооруженных сил Юга России, с 22 января 1919 года — в резерве чинов при штабе войск Юго-Западного края (Одесса). Летом 1919 года прибыл на Восточный фронт, в войска адмирала Колчака, где с 11 июля 1919 года был зачислен в резерв офицеров Генерального штаба при управлении 1-го генерал-квартирмейстера Ставки Верховного главнокомандующего. В октябре 1919 — помощник командующего войсками Приамурского военного округа. С 1 июня 1921 года состоял комендантом Владивостока, с 15 июня 1922 года — в распоряжении командующего войсками Временного Приамурского правительства. После отступления частей Земской рати на территорию Китая, с 23 октября 1922 года был назначен их комендантом.
В эмиграции в Югославии, жил в Белграде. Состоял председателем полкового объединения лейб-гвардии 3-го стрелкового полка. Умер в 1942 году в Белграде. Похоронен на Новом кладбище. Был женат, имел трех дочерей.

## Награды
- Орден Святого Станислава 3-й ст. (ВП 6.12.1905)
- Орден Святой Анны 3-й ст. (1910)
- Орден Святого Станислава 2-й ст. (1911)
- Орден Святой Анны 2-й ст. (ВП 22.01.1913)
- мечи к ордену Св. Анны 2-й ст. (ВП 26.11.1914)
- Орден Святого Владимира 4-й ст. с мечами и бантом (ВП 26.11.1914)
- Орден Святого Владимира 3-й ст. с мечами (ВП 19.01.1915)
- мечи к ордену Св. Станислава 2-й ст. (ВП 12.02.1915)
- Орден Святой Анны 4-й ст. с надписью «за храбрость» (ВП 8.04.1915)
- мечи и бант к ордену Св. Анны 3-й ст. (ВП 28.07.1915)
- Высочайшее благоволение «за отличия в делах против неприятеля» (ВП 1.12.1915)
- Орден Святого Георгия 4-й ст. (ВП 3.02.1916)
- Орден Святого Станислава 1-й ст. с мечами (ВП 6.09.1916)
- Орден Святой Анны 1-й ст. с мечами (ВП 20.10.1916)